# كهف ستوبيتشا
كهف ستوبيتشا (بالصربية: Стопића пећина) هو كهف من الحجر الجيري بالقرب من سيروجوينو، على سفوح جبل زلاتيبور في غرب صربيا. تم حمايته من قبل الدولة باعتباره النصب الطبيعي.

## معرض الصور

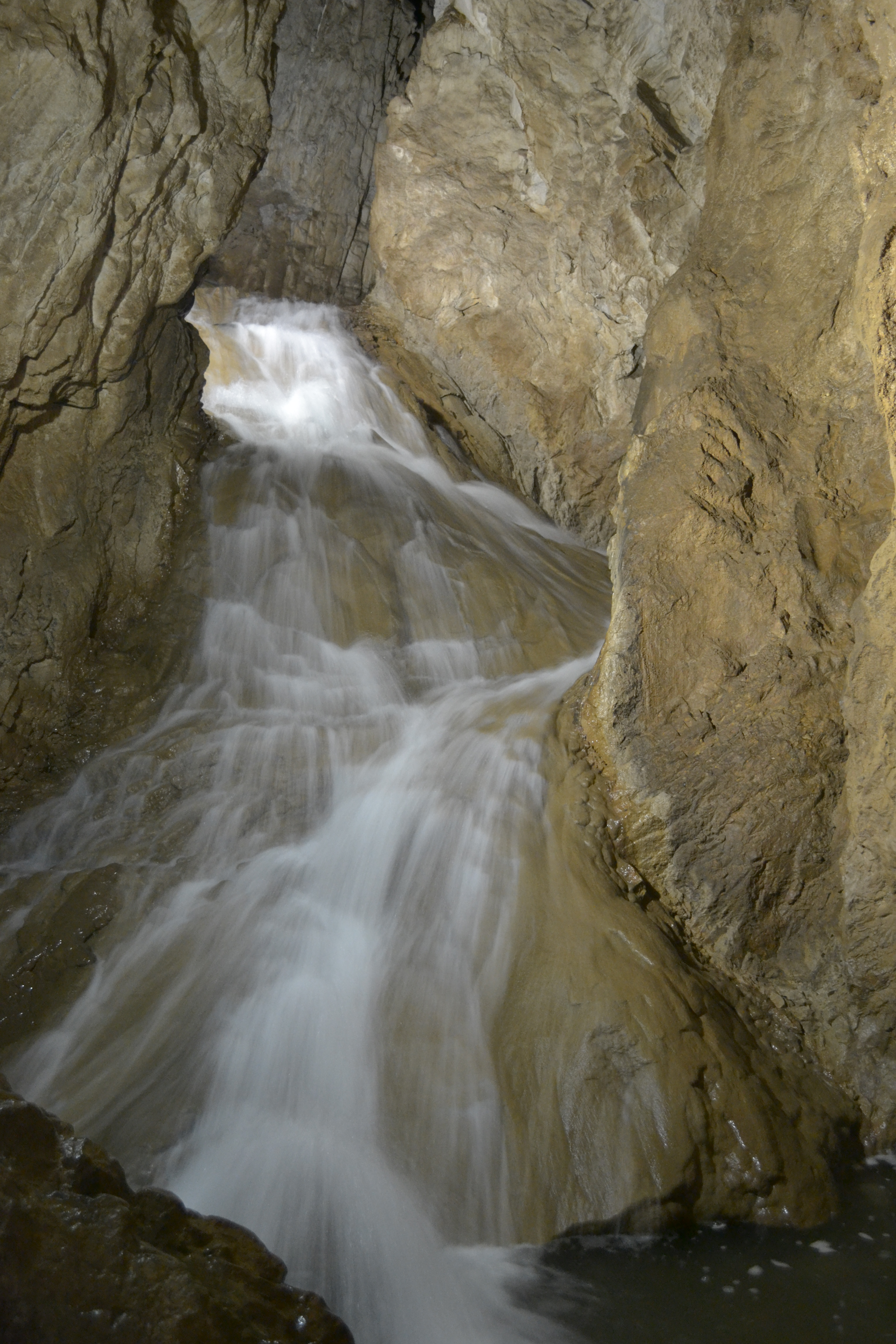
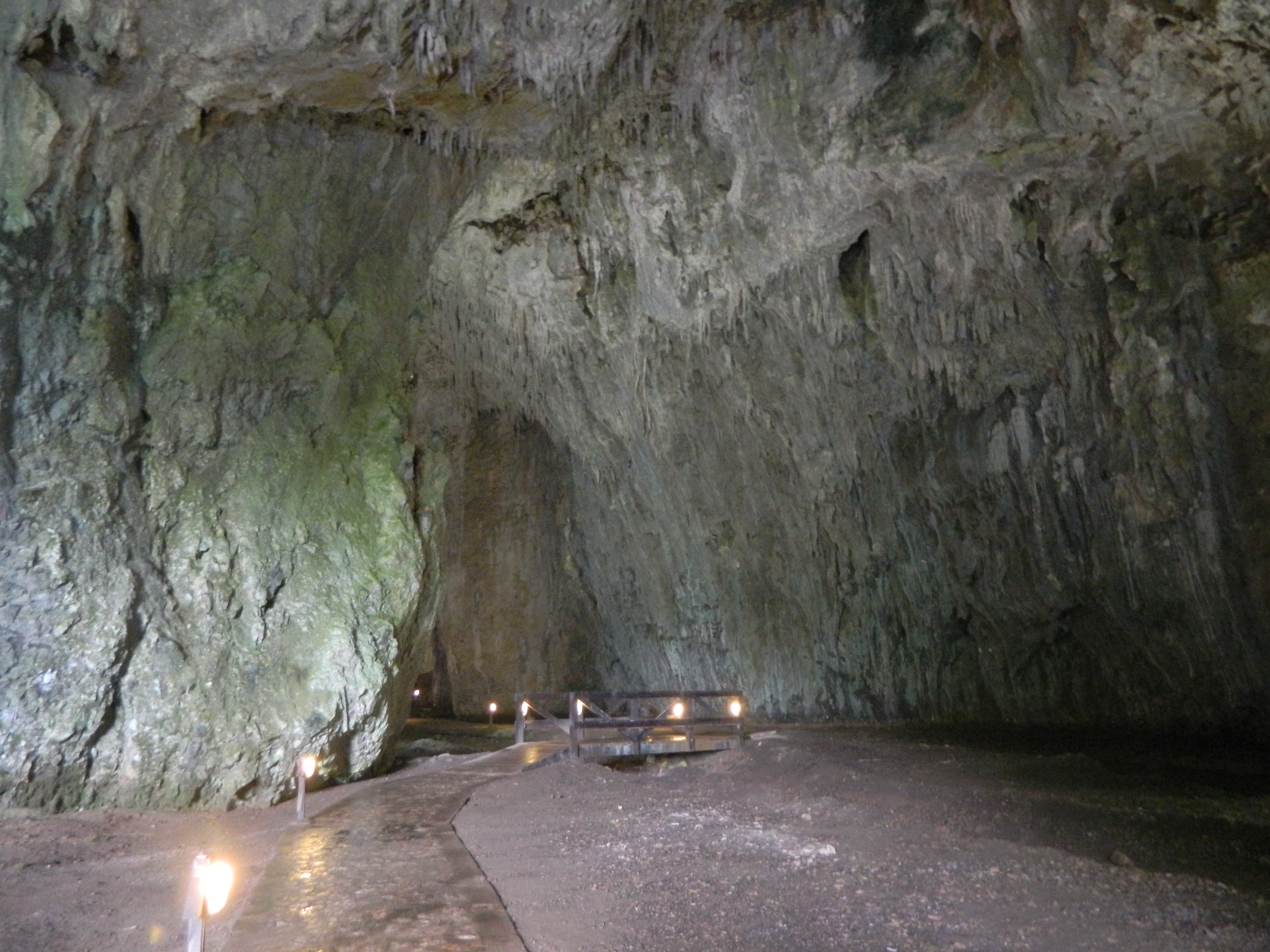
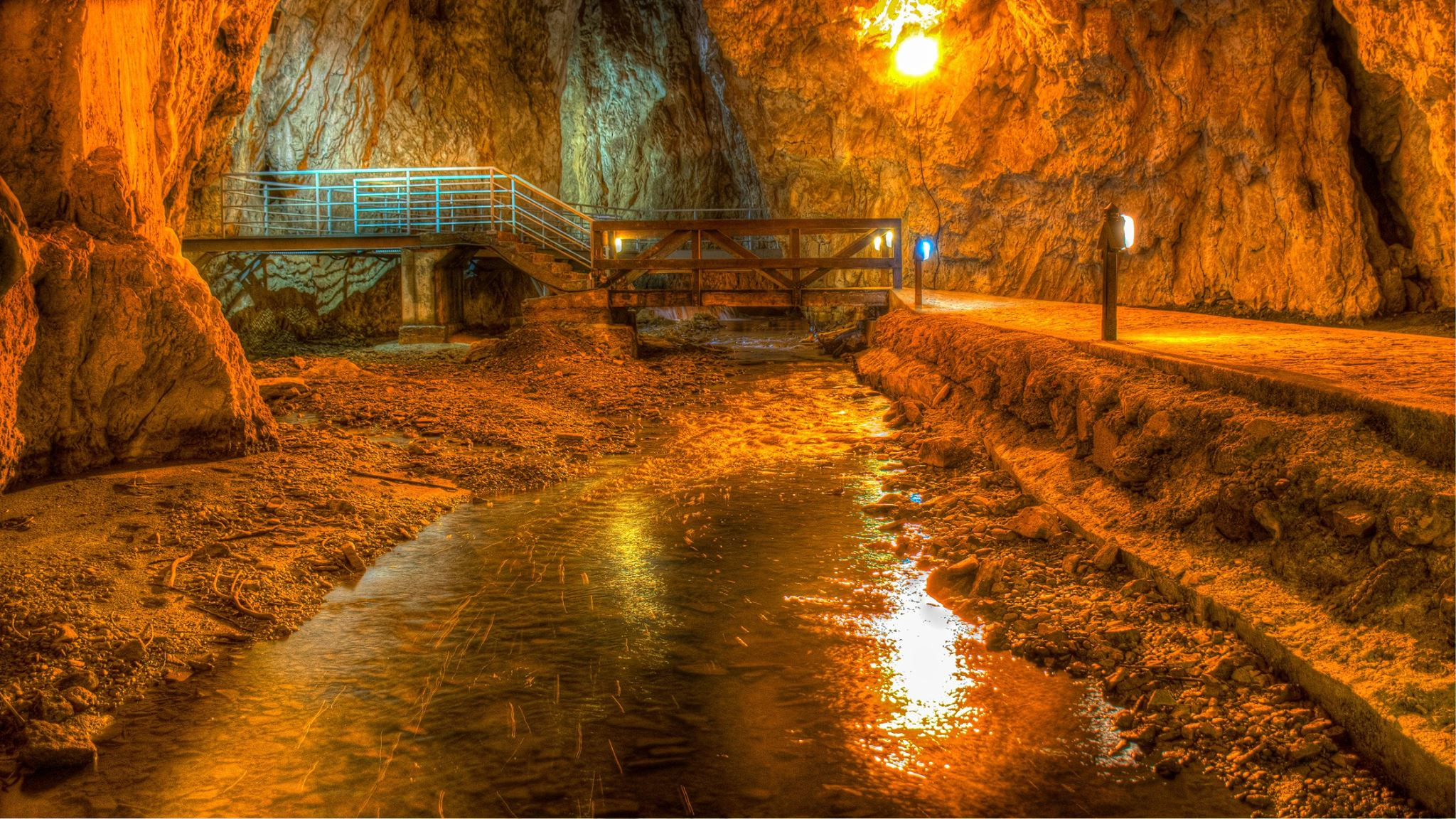
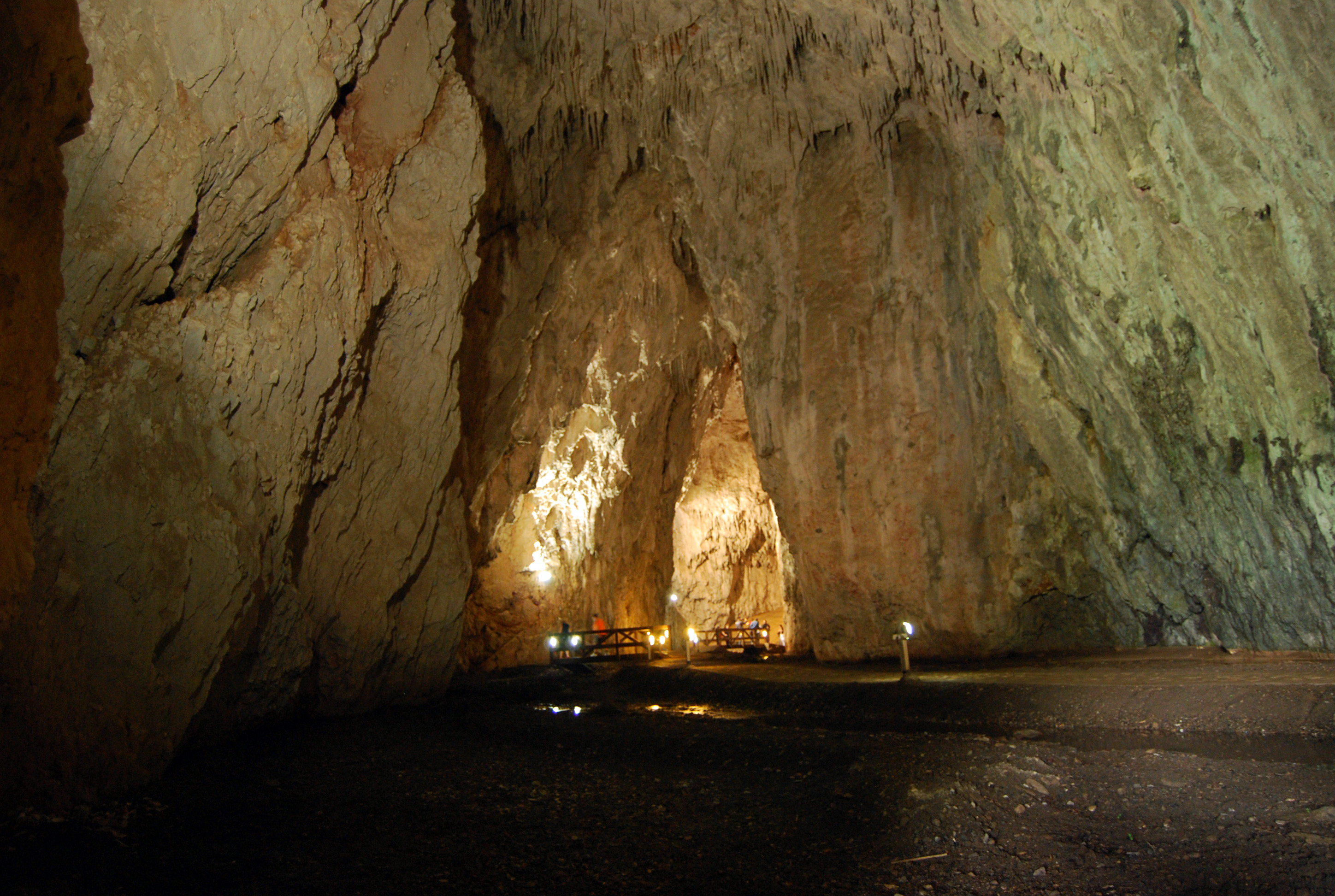
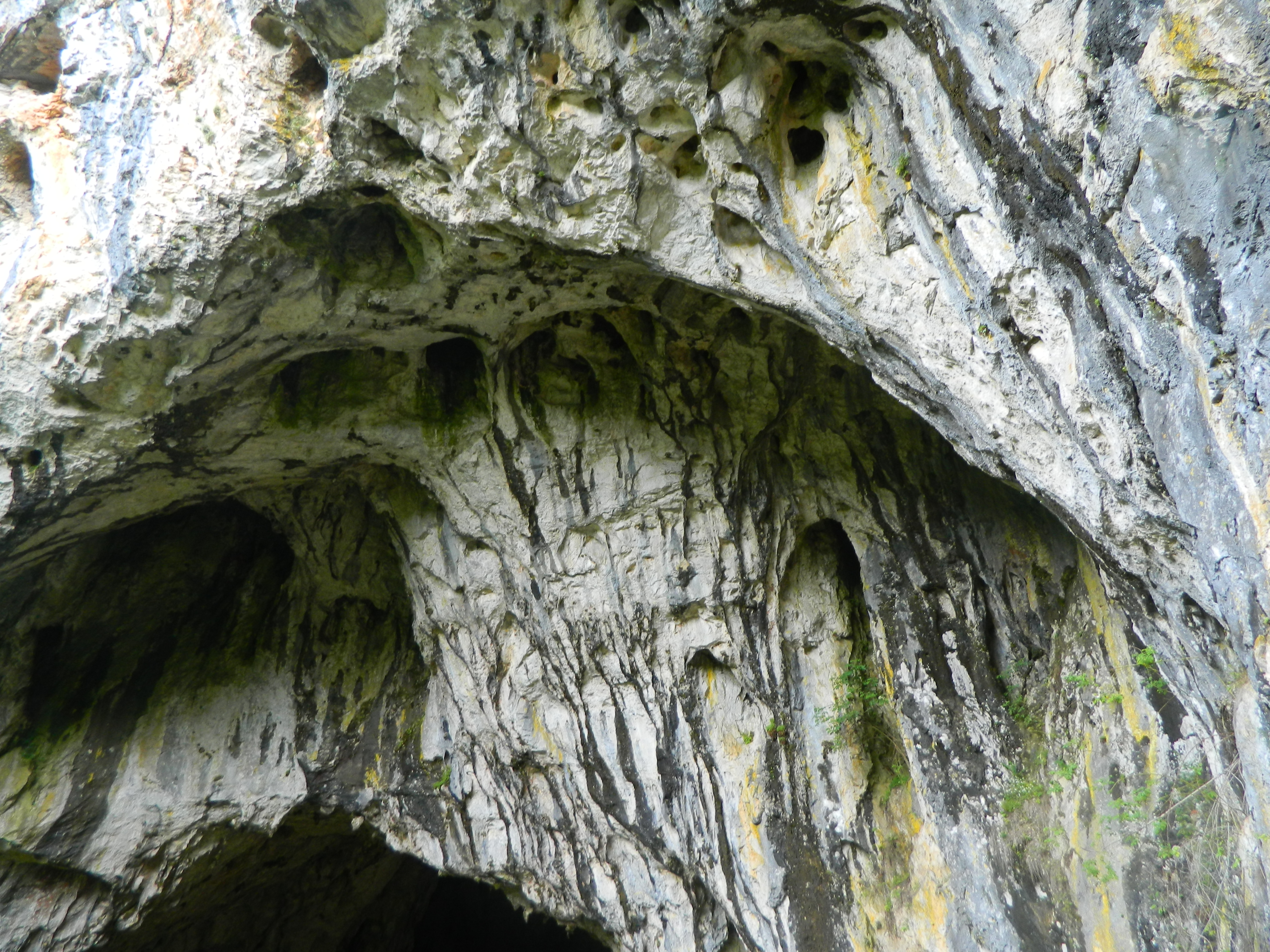
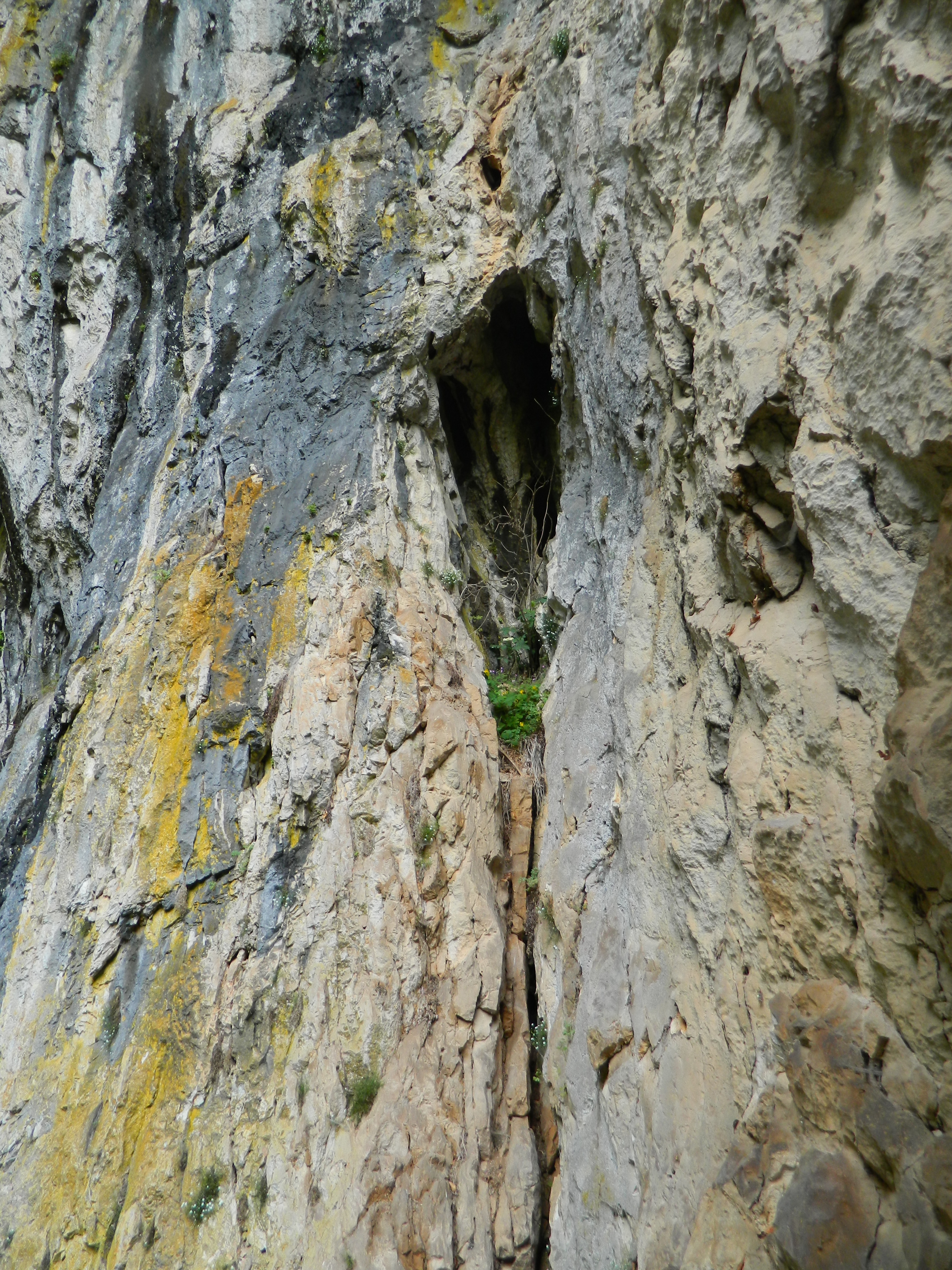
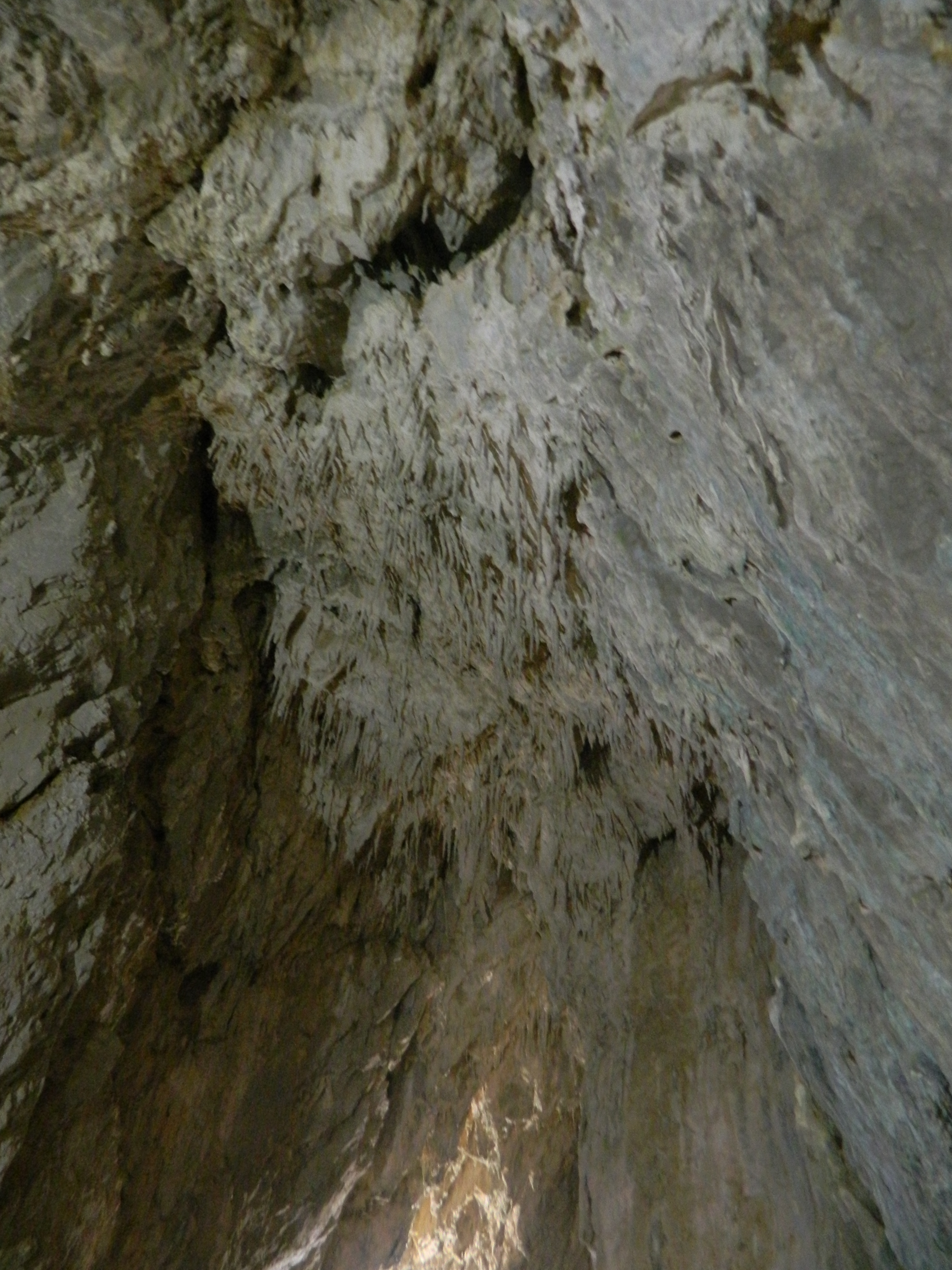

## وصلات خارجية
- Stopića cave: detailed information, photographs, maps